# Théo et Hugo dans le même bateau
Théo et Hugo dans le même bateau é um filme de drama romântico produzido na França e lançado em 2016, sob a direção de Olivier Ducastel e Jacques Martineau.